# Curu Morimotoová
Curu Morimotoová (japonsky 森本 鶴, * 9. listopadu 1970) je bývalá japonská fotbalistka.

## Reprezentační kariéra
Za japonskou reprezentaci v letech 1994 až 1995 odehrála 5 reprezentačních utkání. Byla členkou japonské reprezentace i na Mistrovství světa ve fotbale žen 1995.

## Statistiky
| Japonsko | Japonsko | Japonsko |
| Roky     | Záp.     | Góly     |
| -------- | -------- | -------- |
| 1994     | 4        | 1        |
| 1995     | 1        | 0        |
| Celkem   | 5        | 1        |

## Úspěchy

### Reprezentační
- Mistrovství Asie:  1995